# San'in (região)
A região de San'in (山阴地方, Chiho San'in) ou Sanin é uma área no sudoeste de Honshu, a principal ilha do Japão. É formada da parte norte da região de Chugoku, banhada pelo mar do Japão. O nome San'in significa "norte, lado sombreado da montanha (yin)" e contrasta com a San'yō, que significa "o sul, lado ensolarado (yang) da montanha", nome dado à região sul de Chugoku.
A região é formada pelas prefeituras de Shimane, Tottori e o lado norte da zona de Yamaguchi.
San'in engloba o pré-Meiji, as províncias de Tanba, Tango, Tajima, Inaba, Hōki, Izumo, Iwami e Oki.